# Zakes Mokae
Zakes Makgona Mokae (Johannesburg, 5 agosto 1934 – Las Vegas, 11 settembre 2009) è stato un attore sudafricano naturalizzato statunitense.

## Biografia
Mokae è nato a Johannesburg, in Sudafrica. Nel 1961 si trasferisce in Gran Bretagna per poi trasferirsi negli Stati Uniti nel 1969. Entra nel mondo dello spettacolo lavorando con Athol Fugard, con cui realizza il primo successo commerciale di Fugard, Blood Knot. In seguito lavora ancora con lui per un altro grande successo internazionale, "Master Harold"...and the Boys, per il quale ha vinto il Tony Award al miglior attore non protagonista in uno spettacolo. Lo spettacolo è stato girato per la televisione nel 1985 con Matthew Broderick e lo stesso Mokae. Nel 1993 è stato nominato per la seconda volta per la stessa categoria per The Song of Jacob Zulu di Tug Yourgrau.
I suoi primi ruoli cinematografici li ha ottenuti nei film Darling e I commedianti. I film più importanti a cui ha partecipato che vengono definiti "anti-apartheid" sono Grido di libertà e Un'arida stagione bianca. In seguito prenderà parte anche ad alcuni film horror come L'isola, Demoniaca, Il serpente e l'arcobaleno e Vampiro a Brooklyn, questi ultimi due entrambi diretti da Wes Craven. Farà la sua apparizione in altri film come Corso di anatomia, Dad - Papà, Rabbia ad Harlem, Virus letale e Waterworld.
Muore l'11 settembre 2009 all'età di 75 anni a causa di un ictus.

## Vita privata
È stato sposato con la scrittrice statunitense Eon Chontay Cjohnathan, da cui, nel 1975, ha avuto una figlia.

## Filmografia parziale

### Cinema
- Darling, regia di John Schlesinger (1965)
- I commedianti (The Comedians), regia di Peter Glenville (1967)
- Frammenti di paura (Fragment of Fear), regia di Richard C. Sarafian (1970)
- The River Niger, regia di Krishna Shah (1975)
- L'isola (The Island), regia di Michael Ritchie (1980)
- Il grande ruggito (Roar), regia di Noel Marshall (1981)
- Grido di libertà (Cry Freedom), regia di Richard Attenborough (1987)
- Il serpente e l'arcobaleno (The Serpent and the Rainbow), regia di Wes Craven (1988)
- Un'arida stagione bianca (A Dry White Season), regia di Euzhan Palcy (1989)
- Dad - Papà (Dad), regia di Gary David Goldberg (1989)
- Rabbia ad Harlem (A Rage in Harlem), regia di Bill Duke (1991)
- Un medico, un uomo (The Doctor), regia di Randa Haines (1991)
- Demoniaca (Dust Devil), regia di Richard Stanley (1992)
- Virus letale (Outbreak), regia di Wolfgang Petersen (1995)
- Waterworld, regia di Kevin Reynolds (1995)
- Vampiro a Brooklyn (Vampire in Brooklyn), regia di Wes Craven (1995)

### Televisione
- Miss Marple nei Caraibi (A Caribbean Mystery), regia di Robert Michael Lewis – film TV (1983)
- Supercar (Knight Rider) – serie TV, 2 episodi (1983)
- West Wing - Tutti gli uomini del Presidente (The West Wing) – serie TV, episodio 2x04 (2000)

## Doppiatori italiani
Nelle versioni in italiano delle opere in cui ha recitato, Zakes Mokae è stato doppiato da:
- Glauco Onorato in Corso di anatomia, Un'arida stagione bianca, Dad - Papà
- Sandro Iovino ne Il serpente e l'arcobaleno, Virus letale
- Massimo Rinaldi in Starsky & Hutch
- Alvise Battain in Miss Marple nei Caraibi
- Vittorio Stagni in Grido di libertà
- Elio Pandolfi in Rabbia ad Harlem
- Mino Caprio in Un medico, un uomo
- Alessandro Rossi in Demoniaca
- Franco Chillemi in Waterworld
- Bruno Alessandro in Vampiro a Brooklyn
- Pietro Biondi in X-Files
- Ambrogio Colombo in Detective Monk